# Tagikistan ai XXI Giochi olimpici invernali
Il Tagikistan ha partecipato ai XXI Giochi olimpici invernali di Vancouver, che si sono svolti dal 12 al 28 febbraio 2010, con una delegazione di un solo atleta.

## Sci alpino
| Gara    | Atleta        | 1° manche  | 2° manche | Tempo totale | Posizione |
| ------- | ------------- | ---------- | --------- | ------------ | --------- |
| Slalom  | Andrei Drygin | non finito |           |              |           |
| Gigante | Andrei Drygin | 1'25"82    | 1'29"47   | 2'55"29      | 57        |
| Super-g | Andrei Drygin | 1'38"03    | 1'38"03   | 1'38"03      | 44        |
| Discesa | Andrei Drygin | 2'04"44    | 2'04"44   | 2'04"44      | 59        |